# Флаг Ангарского городского округа
Флаг Ангарского городского округа Иркутской области — опознавательно-правовой знак, служащий официальным символом муниципального образования.
Ныне действующий флаг утверждён 23 марта 2004 года решением думы Ангарского муниципального образования № 232-39Д(4) как символ самоуправления, единства территории и населения города Ангарска (Ангарского муниципального образования) Ангарского муниципального образования и внесён в Государственный геральдический регистр Российской Федерации с присвоением регистрационного номера 1492.
Законом Иркутской области от 10 декабря 2014 года № 149-ОЗ, 1 января 2015 года муниципальное образование «город Ангарск», Мегетское муниципальное образование, Одинское муниципальное образование и Савватеевское муниципальное образование были объединены в Ангарский городской округ.
Решением Думы Ангарского городского округа от 24 июня 2015 года № 31-05/01рД флаг города Ангарска утверждён официальным символом Ангарского городского округа.

## Описание
«Флаг города Ангарска состоит из двухстороннего полотнища и древка. Полотнище флага прямоугольное.
Полотнище флага состоит из двух горизонтальных полос: верхняя полоса флага изумрудного цвета, нижняя полоса — лазуревая с пятью серебряными шиповидными поясами (вода). В центре верхней полосы помещается изображение основного элемента герба города Ангарска: золотой фигуры бегущей влево от зрителя молодой женщины в развевающихся одеждах. Отношение высоты полотнища к его длине — 2/3.
Высота нижней полосы составляет 1/4 общей высоты флага».

## Обоснование символики
Флаг, разработанный на основе герба, языком символов и аллегорий отражает исторические, культурные и экономические особенности района.
Зелёная (цвет тайги) и синяя (вода) полосы свидетельствуют, что город построен на берегу реки на месте бушевавшей в прошлом сибирской тайги.
Фигура бегущей молодой женщины символизирует героиню народного эпоса Красавицу Ангару, давшую имя городу, являющуюся олицетворением молодости, красоты и силы — качеств, присущих городу. Жёлтый цвет (золото) фигуры — символ богатства — свидетельствует о высоком промышленном потенциале города, достатке и великодушии его жителей.
Женщина изображается бегущей влево от зрителя, что обозначает, согласно нормам вексиллологии, движение вперёд.
Волны, изображённые геральдическими зубцами, наклонены ей навстречу (вправо от зрителя).
Цвета флага означают:
- изумрудный цвет — символизирует изобилие зелени, тайги;
- жёлтый цвет — символизирует богатство, свидетельствует о высоком промышленном потенциале города;
- лазуревый цвет — символ воды, свидетельствует о том, что город построен на берегу реки Ангары.

## История
Первый флаг города Ангарска был утверждён 3 марта 2003 года решением думы Ангарского муниципального образования № 105-20Д(4)

### Описание
«Флаг Ангарска представляет собой полотнище из трёх равных горизонтальных полос: зелёной, жёлтой и синей. В середине жёлтой полосы герб города: „В зелёном поле над серебряной и лазоревой (синей, голубой) девятикратно пересечённой оконечностью с серебряными частями, выщербленными сверху и имеющими наклонённые влево зубцы, — золотая фигура бегущей молодой женщины в развевающихся одеждах“. Высота изображения герба составляет 1/5 высоты полотнища. Отношение ширины полотнища к его длине — 2/3».